# Valentin Oswald Ottendorfer

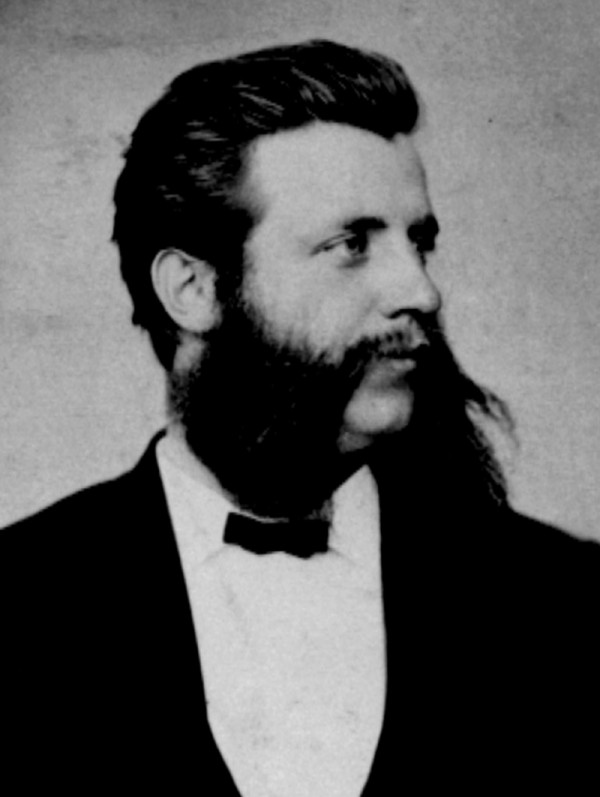
Valentin Oswald Ottendorfer in 1860

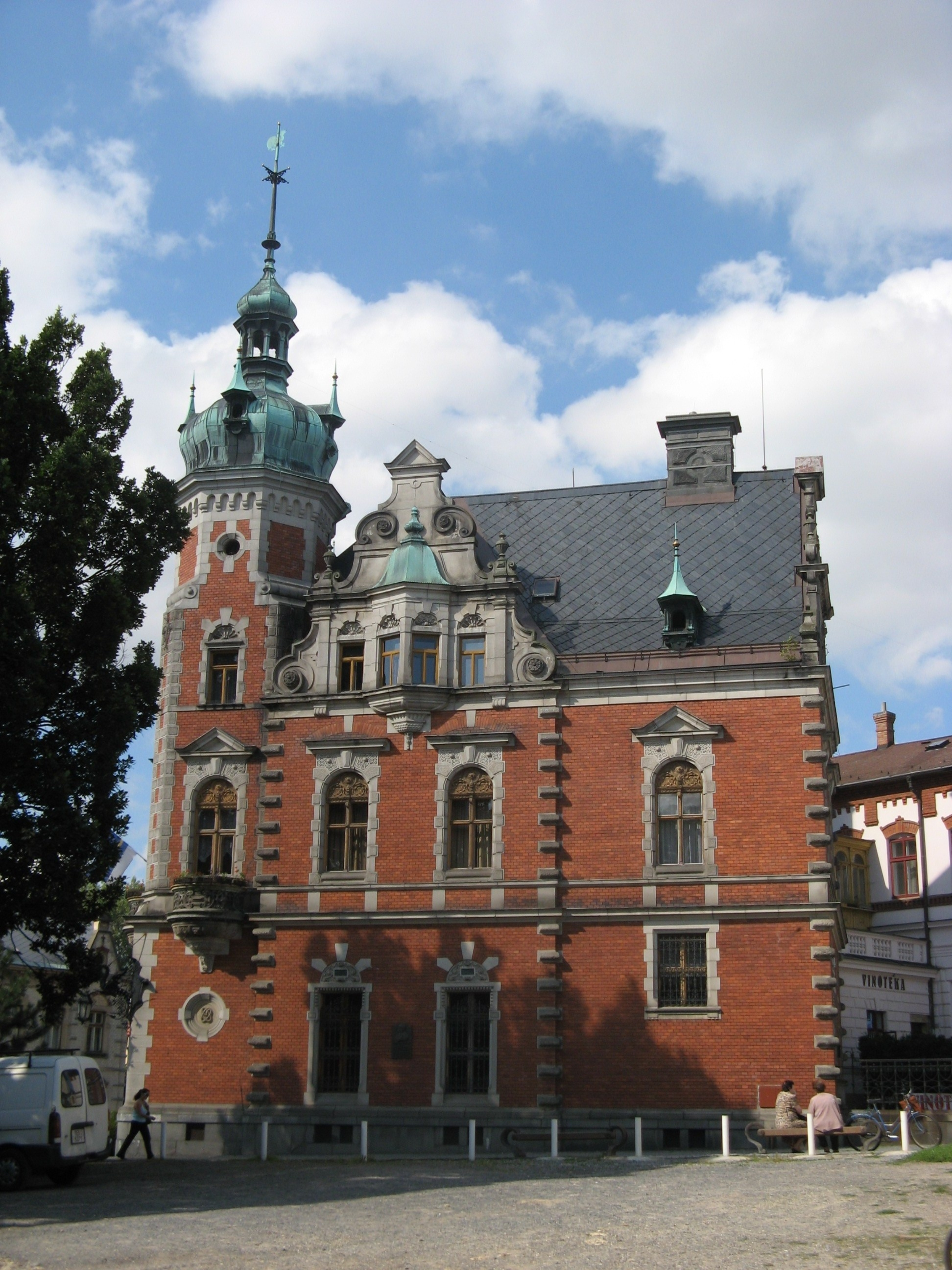
Het huis van Ottendorfer in Svitavy

Valentin Oswald Ottendorfer (12 februari 1826, Svitavy - 14 december 1900, New York) was een Amerikaans journalist en mecenas. Hij had de Duitse nationaliteit, maar kwam oorspronkelijk uit Tsjechië.
Zijn ouders waren wevers en hadden 12 kinderen. Oswald was waarschijnlijk een intelligent kind, omdat zijn ouders bereid waren om zijn studies te betalen. Hij studeerde eerst in het gymnasium in Litomyšl, later  in Praag, Wenen en Heidelberg. Recht en filosofie vormden zijn wereldconcept van de democratie. In 1848 vocht hij op de barricaden onder de vlag van de studentenlegioenen, in Praag, Wenen en andere Duitse en Oostenrijkse steden. Hij correspondeerde met de Russische revolutionair Bakunin en werd vervolgd door de Weense politie. Dat deed hem beslissen om te vluchten naar de Verenigde Staten. Ottendorfer werkte een tijd als eenvoudige arbeider in de haven van New York. Iets later werd hij journalist voor de New Yorker Staats-Zeitung.
Eind 1850 stierf de eigenaar van de krant. Zijn weduwe Anna Uhl hertrouwde vervolgens met Ottendorfer. Hij moest toen zorgen voor haar zes kinderen. Daarna werd hij zelf ziek. Hij genas in verschillende Europese badsteden, maar mocht Oostenrijk niet binnen. Daardoor kwam hij terecht in Svitavy. Eind 1870 werden Ottendorfer en zijn vrouw gerespecteerde burgers. Hij werd zelfs voorgesteld als burgemeester van New York, maar hij weigerde deze taak. Zijn vrouw stichtte meerdere instituten voor het goede doel. Samen  stichtten ze ziekenhuizen, weeshuizen en bibliotheken. Hun leuze was: als je gezonde handen hebt, dan moet je anderen helpen die het niet zo goed hebben.
Ook in Svitavy waren er problemen met gezondheidszorg en onderwijs. De lokale verantwoordelijken aanvaarden het voorstel van Ottendorfer om financieel te helpen en in 1886 werden plechtig een ziekenhuis, weeshuis en een armenhuis geopend. Hij kreeg een eigen straat en een standbeeld. Nadien werd er ook een bibliotheek gebouwd. Ottendorfer betaalde alles. Ze werd geopend in 1892 en had 23 miljoen Duitstalige boeken. Er was ook een concertzaal en een kerk. Het werd een model voor latere bibliotheken in Moravië. Sinds 2008 is er op gelijkvloers een Esperantomuseum gevestigd in deze bibliotheek.